# Leptusa pulchella
Leptusa pulchella är en skalbaggsart som först beskrevs av Mannerheim 1830.  Leptusa pulchella ingår i släktet Leptusa, och familjen kortvingar. Arten är reproducerande i Sverige.